# TaskJuggler
TaskJuggler — багатоплатформна програма для управління проєктами, яка поширюється на умовах ліцензії GPL, написана на мові Ruby.

## Історія
Попередня версія TaskJuggler працює під управлінням операційних систем Linux і Unix, і написана на мові C ++ з використанням Qt і бібліотек KDE 3.5. Проєкт TaskJuggler було розпочато в 2001 році Кріс Шлегер (нім. Chris Schläger). Перші версії мала вигляд програми з інтерфейсом командного рядка, яка генерувала HTML-звіти. З серпня 2005 року програму також стала надавати користувачеві можливість використовувати графічний інтерфейс, написаний із застосуванням KDE-бібліотек.

## Підхід
Проєкт в TaskJuggler — це текстовий документ (TJP), написаний на предметно-орієнтованій декларованій мові програмування. Ключовими об'єктами є завдання, ресурси, звіти, сценарії, а також умови, що застосовуються до завдань і ресурсів. Також існує можливість описувати бюджет проєкту і контролювати витрати. Стан проєкту відстежується через визначення ступеня виконання завдань (у відсотках), або через бронювання ресурсів, які прив'язуються до завдань на певний час.
TaskJuggler діє як інструмент по створенню звітів. Коли документ TJP змінюється, нові звіти за станом проєкту генеруються з нуля. Компілятор TaskJuggler включає компонент зі створення розкладу проєкту, заснований на евристичному алгоритмі. TaskJuggler здатний на основі опису проєкту в TJP створювати звіти різних типів, включаючи мережевий графік і діаграми Ганта. Компілятор TaskJuggler може обробляти великі проєкти з більш ніж 10000 завдань, 1000 ресурсів і складними умовами.

## Особливості

### Основні властивості
- Керування задачами, ресурсами і обліковим записами вашого проєкту
- Ефективне управління списком справ
- Детальний довідковий посібник
- Проста установка
- Працює на всіх Linux, Unix, Windows, MacOS і ряду інших операційних систем
- Повна інтеграція з текстовим редактором Vim

### Розширене планування
- Автоматичне вирівнювання ресурсів і вирішення конфліктів між задачами
- Необмежена кількість сценаріїв (базових версій) для аналізу одного і того ж проєкту
- Можливість створення гнучкого графіку роботи і відпусток
- Підтримка декількох часових поясів

### Облік
- Завдання можуть мати початкові та кінцеві витрати
- Ресурси можуть мати базові витрати
- Підтримка аналізу прибутків/збитків

### Звітності
- Всеосяжні та гнучкі звіти для зручного пошуку інформації в будь-який час
- Потужні функції фільтрації, що забезпечують потрібну кількість деталей для потрібної аудиторії
- Інфраструктура звітності за часом і статусом
- Супровід проєкту та статусів звіту за допомогою панелі управління

### Масштабування і можливості підприємства
- Проєкти можуть бути об'єднані в більш великі проєкти
- Підтримка центральної бази даних для розподілу ресурсів
- Управляє ролями і складними лініями звітності
- Потужна мова опису проєкту з підтримкою макросів
- Добре масштабується на багатоядерних чи багатопроцесорних системах
- Підтримка груп управління проєктами та систем контролю версій
- Експорт даних в Microsoft Project і Computer Associates Ясності

### Функції вебпублікації і групової роботи
- HTML звіти для вебпублікації
- Експорт даних CSV для обміну з популярним офісним програмним забезпеченням
- Експорт iCalendar для обміну даними з календарем та іншими додатками
- Вбудований вебсервер для динамічних та інтерактивних звітів
- Серверна система обліку робочого часу для звітності про стан проєкту і фактичної роботи

## Цікаві факти
TaskJuggler багато років використовується командою розробників Fedora Project для управління процесом роботи над операційною системою Fedora.